# Ischiopsopha meeki
Ischiopsopha meeki är en skalbaggsart som beskrevs av Jan Krikken 1983. Ischiopsopha meeki ingår i släktet Ischiopsopha och familjen Cetoniidae. Inga underarter finns listade i Catalogue of Life.